# Hans-Heinrich Scheffer
Hans-Heinrich Scheffer (* 12. Oktober 1903 in Anklam; † 23. März 1981 in Norden) war ein deutscher Politiker (DRP) und Mitglied des Niedersächsischen Landtages.

## Leben
Nachdem er 1922 das Abitur erlangt hatte, ging Hans-Heinrich Scheffer im April 1922 als Berufssoldat zum Militär, zuletzt wurde er in Jüterbog eingesetzt. Er war Kriegsteilnehmer im Zweiten Weltkrieg, im Jahr 1943 hatte er den Rang eines Obersts. Er geriet in Kriegsgefangenschaft, nach seiner Freilassung begab er sich auf die Suche nach seiner Familie, die er in Ostfriesland wieder auffand. Er arbeitete dann bei einer Baufirma in Emden als Vorarbeiter. In der Zeit von September 1946 bis 1948 war er beim Emder Wasserstraßenamt als Dolmetscher tätig, bis zum Jahr 1951 arbeitete er als selbstständiger Kaufmann und Handelsvertreter.
Vom 6. Mai 1951 bis 5. Mai 1959 war er Mitglied des Niedersächsischen Landtages (2. und 3. Wahlperiode). Er gehört dort vom 19. August 1952 bis 18. März 1953 der Gruppe der Abgg. Büchler und Gen. an, ab 19. März 1953 zählte er zur Deutschen Reichspartei, ab 9. Oktober 1953 war er Mitglied der Fraktion Mitte und vom 5. November 1957 bis 2. Juni 1958 Gast der FDP-GB/BHE-Fraktion.